# قمارباز و دخترک
قمارباز و دخترک (انگلیسی: The Girl and the Gambler) یک فیلم وسترن آمریکایی است که در سال ۱۹۳۹ منتشر شد.

## گزیدهٔ بازیگران
- تیم هالت
- لئو کریلو
- اشتفی دونا
- پال فیکس
- دونالد مک‌براید
- ادوارد راکوئلو